# Tijdperk Schiffers
Tijdperk Schiffers was een radioprogramma op de Nederlandse radiozender NPO Radio 2. Het programma werd iedere zondag tussen 18:00 en 20:00 uur uitgezonden door de publieke omroep AVROTROS (voorheen uitgezonden door de AVRO). Het programma werd gepresenteerd door Hans Schiffers.
In het programma werd een lijst van albumtracks op alfabetische volgorde afgespeeld. Hiermee was het tussen 12 september 2010 en april 2015 een voortzetting van Het Steenen Tijdperk. Op 12 april 2015 bereikte het programma de letter 'Z'. Dit betekende de laatste uitzending van Tijdperk Schiffers. Vanaf 19 april 2015 is het programma opgevolgd door het programma Mega Album Top 50, wat eveneens door Hans Schiffers gepresenteerd werd. 
Aan De Slag! · Afslag Thunder Road · Aje Tho! · Annemiekes A-lunch · Blokhuis · Bureau De Wilt · Bureau Kijk in de Vegte · Corné Klijns Soul Sensations · De Staat van Stasse · De Wild in de Middag · Echt Jasper · Funky Frank's · Giel ·Gijs 2.4 · Grand Café Kranenbarg · Helemaal Haandrikman · Het Platenpaleis · Hey JP! · Holy Hits · Jan-Willem Start Op! · Licence 2 Chill · Mega Album Top 50 · Motel De Wilt · Musical Moods · Muziekcafé · On the Beat · One Night Stenders · Het oor wil ook wat · Paul! · Rabbering Laat · Rarmarmar · RickvanV doet 2 · Rinkeldekinkel · Schiffers.fm · SHAY! · Simone's Songlines · Soul Night met One'sy · Spijkers met koppen · Thank God It's Sunday · The Best of 2night · The Big Frank Show · Thijs · Tijd voor Twee · Van Inkels Choice · Verrukkelijke 15 ·  VrijZaZo Show · Vroeg op Frank · 't Wordt Nu Laat · WILDGROEI · Wout2Day · Yora en Sander, Sander en Yora